# Бэкон, Чарльз
Чарльз Джозеф Бэкон младший (англ. Charles Joseph Bacon, Jr.; 9 января 1885, Бруклин — 15 ноября 1968, Форт-Лодердейл) — американский легкоатлет, чемпион летних Олимпийских игр 1908.
На летних Олимпийских играх 1904 в Сент-Луисе Бэкон участвовал только в забеге на 1500 м, в котором занял последнее девятое место. На неофициальных Олимпийских играх 1906 в Афинах он стал пятым на дистанции 400 м и 6-м в 800 м.
На Играх 1908 в Лондоне Бэкон участвовал только в беге на 400 м с барьерами. Он выиграл соревнование, установив при этом первый официальный мировой рекорд.